# Grandidiers gierzwaluw
De Grandidiers gierzwaluw (Zoonavena grandidieri) is een vogel uit de familie Apodidae (gierzwaluwen). De vogel is genoemd naar de Franse natuuronderzoeker Alfred Grandidier.

## Verspreiding en leefgebied
Deze soort is endemisch in Madagaskar en telt twee ondersoorten:
- Z. g. grandidieri: Madagaskar.
- Z. g. mariae: Grande Comore.